# Jonas Troest
Jonas Troest (* 4. März 1985 in Kopenhagen) ist ein dänischer Fußballspieler.

## Karriere
Der Abwehrspieler begann seine Laufbahn bei Tårnby BK und wurde 2002 bei B.93 Kopenhagen zum Profi. Zwei Jahre später wechselte er zu Silkeborg IF. Ab Januar 2006 war der 25-fache U-21-Nationalspieler Dänemarks bei Hannover 96 in der Fußball-Bundesliga aktiv. Er absolvierte acht Spiele in der Bundesliga, bevor sein Vertrag mit Hannover 96 am 31. Januar 2007 in beiderseitigem Einvernehmen aufgelöst wurde und Troest zu Odense BK wechselte. Nachdem er vom Januar 2007 bis Juni 2010 67 Spiele für Odense BK absolviert und dabei ein Tor geschossen hatte, schloss er sich im Sommer 2010 dem türkischen Erstligisten Konyaspor an. Am 2. September 2010 löste er seinen Vertrag bei Konyasport wieder auf, nachdem er kein Gehalt erhalten hatte und kehrte zu Odense BK zurück. Von 2011 bis 2014 spielte er für SønderjyskE.

## Privates
Jonas ist der Sohn der ehemaligen Siebenkämpferin Anita Sølyst und des ehemaligen 400-Meter-Hürden-Läufers Jørgen Troest. Gemeinsam mit seinem Bruder Magnus, der derzeit bei Atalanta Bergamo unter Vertrag steht, war er in seiner Jugendzeit ebenfalls als Leichtathlet für Amager Atletik Club aktiv.